# Борисів (Шепетівський район)
Бори́сів — село в Україні, у Плужненській сільській громаді Шепетівського району Хмельницької області; населення — 1491 особа (2001). Перша згадка — 1520 рік. У XVI — першій половині XVII ст. замкове село в складі Острозької волості. Розташоване за 38 км від міста Шепетівка та за 122 км на північ від обласного центру.

## Історія
В різні роки, селом володіли різні власники:
- 1520–1530 — кн. Острозький Костянтин Іванович;
- 1530–1539 — кн. Острозький Ілля Костянтинович, син К. І. Острозького;
- 1539–1540 — кнг. Острозька Беата з Костелецьких, дружина І. К. Острозького;
- 1540–1541 — кн. Острозький Костянтин-Василь Костянтинович, син К. І. Острозького, брат І. К. Острозького;
- 1541–1565 — кнг. Острозька Беата;
- 1565–1570 — Ласький Ольбрахт, другий чоловік кнг. Беати Острозької;
- 1570–1574 — польський король Сигізмунд II Август, з 1571 р. острозьким королівським старостою був Дорогостайський Миколай;
- 1574–1608 — кн. Острозький Костянтин-Василь, спочатку як опікун небоги Гальшки Іллівни Острозької, пізніше як її спадкоємець;
- 1608–1615 — кн. Острозький Януш Васильович, син К.-В. Острозького, як опікун дітей та маєтків свого брата Острозького Олександра Васильовича;
- 1615–1618 — кн. Острозький Адам-Костянтин Олександрович, онук К.-В. Острозького, син О. К. Острозького;
- 1618–1619 — кн. Острозький Януш-Павло Олександрович, брат А.-К. Острозького;
- 1619–1621 — кнг. Острозька Анна зі Штемберка, вдова О. К. Острозького, як опікунка дітей Софії, Катерини та Анни-Алоїзи;
- 1621–1654 — кнг. Ходкевич Анна-Алоїза Олександрівна, дочка О. К. Острозького, дружина Яна Кароля Ходкевича;

У другій половині XVII ст. — володіння Замойських і Конецпольських; у 1690 р. село перешло до рук кн. Яблоновських, які посідали його до початку ХХ ст. У XIX — на початку ХХ ст. в складі Плужнянської волості Острозького повіту Волинської губернії. Центр православного приходу.
За адміністративно-територіальними реформами 1923 і 1931 років, село було включене спочатку до Плужненського (1923), а потім Ізяславського (1931) районів Шепетівської округи Української РСР. У 1932 році Ізяславський район став складовою частиною Вінницької області, але за 5 років старий поділ на округи було відновлено. Борисів знову перейов до складу відновленого Плужненського району і знову у межах Шепетівської округи. 1937 року прикордонні округи було ліквідовано і замість них утворено Кам'янець-Подільську область, яка проіснувала під такою назвою до 1954 року і була перейменована на Хмельницьку. За адміністративним поділом, встановленим у роки німецької окупації 1941–1944 років, Борисів був селом Плужненського району Заславського ґебітскомісаріату генеральної округи «Волинь-Поділля». Після повернення радянської влади Плужненський район проіснував ще до 1959 року. Після його ліквідації, Борисів перейшов до складу Ізяславського району Хмельницької області.

## Населення
Згідно з переписом УРСР 1989 року чисельність наявного населення села становила 1807 осіб, з яких 791 чоловік та 1016 жінок.
За переписом населення України 2001 року в селі мешкало 1466 осіб.

### Мова
Розподіл населення за рідною мовою за даними перепису 2001 року:
| Мова       | Відсоток |
| ---------- | -------- |
| українська | 99,26 %  |
| російська  | 0,67 %   |
| молдовська | 0,07 %   |

## Видатні уродженці
- Плютинський Володимир Антонович — організатор сільськогосподарського виробництва, двічі Герой Соціалістичної Праці.

## Нотатки
1. ↑  До 19 липня 2020 року село входило до складу Ізяславського району, який в результаті адміністративно-територіальної реформи в Україні 2020 року був ліквідований[2].